# Quercus tsinglingensis
Quercus tsinglingensis — вид рослин з родини букових (Fagaceae), ендемік південно-східного Китаю.

## Поширення й екологія
Ендемік південно-східного Китаю.
Інформації про середовище існування небагато, але, як і інші дуби в регіоні, ймовірно, трапляється в субтропічних або помірних гірських лісах.